# Werner von Orseln
Werner von Orseln, nemški plemič in vitez, * 1280, † 18. november 1330, grad Marienburg.
Med letoma 1324 in 1330 je bil veliki mojster tevtonskih vitezov.